# Camilla Gripe
Ej att förväxla med översättaren Camilla Gripe (född 1938).
Camilla Gripe, Maria Camilla Gripe Marszalek, född 21 maj 1947, är en svensk författare av barnböcker. Hon är dotter till Harald och Maria Gripe.